# Skataholmarna, Raseborg
Skataholmarna är öar i Finland. De ligger i Finska viken och i kommunen Raseborg i den ekonomiska regionen  Raseborg i landskapet Nyland, i den södra delen av landet. Öarna ligger omkring 74 kilometer väster om Helsingfors.
Arean för den av öarna koordinaterna pekar på är 3,5 hektar och dess största längd är 330 meter i öst-västlig riktning. Ön höjer sig omkring 15 meter över havsytan.